# 長岡弘芳
長岡弘芳（ながおか ひろよし、1932年1月1日－1989年8月14日）は、原爆文学研究者、詩人。本名は奥村弘芳。

## 生涯
東京出身。東京都立大学卒。千葉ベ平連に参加。原爆関係の文献をあつめ「原爆文献を読む会」「原爆体験を伝える会」の中心となる。1980年代初頭に刊行された〈日本の原爆文学〉シリーズの編集作業の中心を担った。
1989年8月14日、自宅にて自殺。

## 著書
- 『原爆文学史』風媒社　1973
- 『原爆民衆史』未来社　1977
- 『原爆文献を読む』三一書房　1982
- 『さあ馬にのって 長岡弘芳遺稿集』遠丸立,渡辺一衛共編 武蔵野書房　1994
- 『長岡弘芳詩集』遠丸立編　方向感覚出版　方向感覚叢書 1995

### 共著
- 『文学と性』瀬沼茂樹,小沢信男共著　知性社　1958
- 『秘められた恋文』瀬沼茂樹,小沢信男共著　秋田書店　サンデー叢書　1967